# オスロ市長
オスロ市長（オスロしちょう、ノルウェー語 (ブークモール): Oslos ordfører）は、ノルウェー、オスロの首長である。
| 任期            | 氏名                                                 |
| --------------- | ---------------------------------------------------- |
| 1837年          | アンドレアス・トフティ                               |
| 1838年          | ヘルマン・フォス                                     |
| 1839年          | ヨーン・イヴェルション・ランドクレヴ                 |
| 1840年 - 1841年 | ヘルマン・フォス                                     |
| 1841年          | クリスチャン・ゼトリッツ・ブレテヴィレ               |
| 1842年          | ヨーン・イヴェルション・ランドクレヴ                 |
| 1842年          | ウルリク・アントン・モツフェルト                     |
| 1842年 - 1843年 | エリック・レーリング・メイニシェン                   |
| 1843年 - 1845年 | カール・アンドレアス・フォウスタット                 |
| 1845年          | ラーシュ・ラッシュ                                   |
| 1846年          | クリスチャン・ビルヒ＝ライヒェンヴァルト             |
| 1847年 - 1852年 | ラーシュ・ラッシュ                                   |
| 1853年 - 1860年 | ウルリク・アントン・モツフェルト                     |
| 1861年          | フレデリック・スタング                               |
| 1862年          | クリスチャン・ビルヒ＝ライヒェンヴァルト             |
| 1863年          | アウグスト・トムレ                                   |
| 1864年 - 1865年 | クリスチャン・ビルヒ＝ライヒェンヴァルト             |
| 1866年 - 1868年 | カール・ヨハン・ミヒェレット                         |
| 1869年 - 1876年 | オットー・ヨアヒム・レーヴェンスキョルド             |
| 1877年 - 1878年 | アンデシュ・サンデ・エルステッド・ブル               |
| 1879年 - 1880年 | クリスチャン・シュウェイゴード                       |
| 1881年 - 1884年 | アントン・ブルーメンタール・ペーテルセン             |
| 1885年 - 1889年 | クリスチャン・シュウェイゴード                       |
| 1889年          | ペーテル・ビルヒ＝ライヒェンヴァルト                 |
| 1889年 - 1890年 | カール・ラウス                                       |
| 1891年          | ベルンハルト・ゲッツ                                 |
| 1892年          | アウグスト・クリスチャン・バウマン・ボンネヴィー     |
| 1893年 - 1894年 | エヴァルド・リク                                     |
| 1895年          | フレドリク・スタング・ルンド                         |
| 1895年 - 1897年 | エリアス・スンデ                                     |
| 1898年          | ヴォレルト・ヒレ・ブイギ                             |
| 1899年 - 1901年 | エドムンド・ハルビッツ                               |
| 1902年 - 1904年 | イェンス・ルドヴィグ・アンデシェン・オルス           |
| 1905年          | ヨハン・クリスチャン・スコウゴールド                 |
| 1906年 - 1908年 | フレドリク・モルトケ・ブッゲ                         |
| 1909年 - 1910年 | オラフ・ベルグ                                       |
| 1910年          | トーマス・カティンコ・バング・ジュニア               |
| 1911年          | リーデル・ニコライセン                               |
| 1912年 - 1914年 | ヒエロニムス・ヘイエルダール                         |
| 1915年 - 1916年 | ペーテル・マイニヒ                                   |
| 1917年 - 1919年 | カール・イェプセン                                   |
| 1920年 - 1922年 | ホーヴァルド・マッティンセン                         |
| 1923年 - 1928年 | ボルゲル・ウィット                                   |
| 1929年 - 1931年 | アドルフ・インデレバ                                 |
| 1932年 - 1934年 | アイビン・ゲッツ                                     |
| 1935年          | オスカル・トルプ                                     |
| 1935年 - 1936年 | トリグヴェ・ニルセン （トルプが防衛大臣在職中の代理) |
| 1936年          | オスカル・トルプ                                     |
| 1936年 - 1940年 | トリグヴェ・ニルセン                                 |
| 1940年          | エイナル・ゲルハルセン                               |
| 1940年 - 1941年 | ロルフ・ストランゲル                                 |
| ドイツ占領下    |                                                      |
| 1945年          | エイナル・ゲルハルセン                               |
| 1945年          | ロルフ・ストランゲル                                 |
| 1945年 - 1947年 | アルンフィン・ヴィク                                 |
| 1948年 - 1950年 | ハルフダン・アイヴィン・ストッケ                     |
| 1951年 - 1955年 | ブリンニュルフ・ブル                                 |
| 1956年 - 1959年 | ロルフ・ストランゲル                                 |
| 1960年 - 1961年 | ブリンニュルフ・ブル                                 |
| 1962年 - 1963年 | ロルフ・ストランゲル                                 |
| 1964年 - 1975年 | ブリンニュルフ・ブル                                 |
| 1976年 - 1990年 | アルベルト・ノルデンゲン                             |
| 1990年 - 1991年 | ペーテル・N・ミューレ                                |
| 1992年 - 1995年 | アン＝マリット・セベネス                             |
| 1995年 - 2007年 | ペール・ディトレヴ＝-シモンセン                      |
| 2007年          | スヴェン・クリスチャンセン                           |
| 2007年 - 現在   | ファビアン・スタング                                 |